# 长竹蛏
是帘蛤目竹蛏科竹蛏属的一种。主要分布于韩国、中国大陆、香港、台湾，常栖息在潮间带至浅海砂泥底，主要为水深大约为20—50（7.9—19.7英寸）的海域中。
竹蟶（Solen strictus）屬雙殼綱（Bivalvia）的竹蟶科（Solenidae），棲息在潮間帶至淺海砂泥底，以強而有力的錨形斧足直立生活，將身體大部分埋入砂泥中，但若是遇到危險或環境不良時，會自割其出、入水管而迅速將身體全部埋入砂泥中。竹蟶大部分棲息在鹽分較低，且水深大約二十到五十公分的海域中。分布在熱帶，在中國大陸東南沿海產量較多，在台灣則多產於中南部，尤其是台中、彰化及雲嘉一帶的砂泥海域。